# Gigabit
Gigabit (Gbit sau Gb) este o unitate de măsură a informațiilor utilizat pentru evaluarea ratei de transfer și fluxurilor de date, în gigabit pe secundă (Gbps sau Gbit/s).
1 Gbit = 109 biți = 1.000.000.000 de biți.
De exemplu, rețelele Ethernet cu fibră optică ajung la viteze de până la 100 Gbit/s. 